# 原槐葉萍藻屬
原槐葉萍藻屬是一種史前植物，一般會在泥盆紀初期時的海岸線中的頁岩裡所發現。此一名稱是不正確的，其字義上是指「早期的槐葉萍」，來自於對此一化石是現存水生蕨類「槐葉萍」的古老樣式的錯誤認知。但現在已不再認為這類化石是一種蕨類了，然而其分類為何卻仍然有許多爭議。
對「原槐葉萍藻」最有可能的解釋為一種化石地錢或灰色藻。此類植物現存的部份是一個有著短分支的葉狀體，最大物種的分支有1公分長。在一些化石裡，裂片是扁平的，但另有一些的分支前端會有捲曲。葉狀體的組織內是經由減數分裂的孢子（200微分長）。

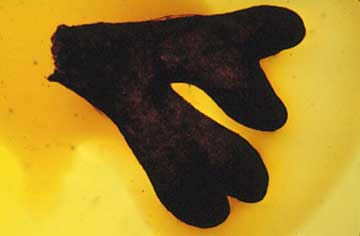
顯微鏡下的「原槐葉萍藻」分支的葉狀體

因為原槐葉萍藻通常是依壓型化石的型式來保存的，所以很難決定它的解剖學較像是植物還是藻類。有些生化上的證據較偏向於將原槐葉萍藻解譯成是藻類，但在葉狀體內發現的孢子群則偏向將其解譯成是植物。原槐葉萍藻的表面缺乏氣孔並不能決定其為植物，亦或是藻類，因為所有的苔蘚植物在其主體上也一樣缺乏氣孔。直到現在，原槐葉萍藻在生物學上的位置依然未知。